# William A. Spicer
William Ambrose Spicer (* 1865; † 1952) war ein Geistlicher (minister) der Siebenten-Tags-Adventisten und Präsident ihrer Generalkonferenz von 1922 bis 1930.

## Werke
- Unsre Zeit und das Schicksal der Welt 3. Auflage, Hamburg u. a.: Advent-Verlag, ca. 1930